# Conocephalus inconspicuum
Conocephalus inconspicuum är en insektsart som beskrevs av Heinrich Hugo Karny 1920. Conocephalus inconspicuum ingår i släktet Conocephalus och familjen vårtbitare. Inga underarter finns listade i Catalogue of Life.